# 마르빈 파르크
마르빈 올라왈레 아킨라비 파르크(스페인어: Marvin Olawale Akinlabi Park, 스페인어 발음: [ˈmaɾβim ˈpaɾk], 2000년 7월 3일~)는 스페인의 축구 선수로, 포지션은 윙어이다. 현재 라리가의 라스팔마스에서 활동하고 있으며 윙어 외에 윙백 포지션에서도 활동할 수 있다.
어머니가 대한민국인이며 대한민국에서는 한국어계 성 '파르크(스페인어: Park)'의 원어 발음을 살린 마르빈 박, 이름 'Marvin'을 로마자 그대로 읽은 마빈 파르크, 마빈 박으로도 알려져 있다.

## 구단 경력
2000년 스페인 발레아레스 제도의 팔마데마요르카에서 나이지리아인 아버지와 대한민국인 어머니 사이에서 태어난 마르빈은 2006년 마요르카섬의 스포르팅 시우타트 데 팔마(스페인어: Sporting Ciutat de Palma)에 입단하며 축구 선수 경력을 시작했다. 그는 2009년 가족들이 영국에서 직장을 잡게 되면서 트랜미어 로버스 FC의 유소년팀에 입단했고 트랜미어 로버스에서 3년을 보냈다.
2012년 시우타트 데 팔마로 복귀한 마르빈은 SD 라 사예(스페인어: SD La Salle)와 AD 페니아 아라발(스페인어: AD Penya Arrabal)을 거쳐 2016년 레알 마드리드 CF의 라 파브리카에 입단했다.

### 레알 마드리드
마르빈은 2019년 8월 25일 레알 마드리드 카스티야가 라스 로사스 CF에 1대 1로 비긴 세군다 디비시온 B 원정 경기에서 후반전에 미겔 바에사와 교체되어 경기에 투입되며 성인 무대에 데뷔했다. 그는 2019년 10월 26일 카스티야가 라싱 페롤에 1대 2로 패배한 홈경기에서 선제골을 기록하며 성인 무대에서의 첫 번째 득점을 기록했다.
그는 스페인의 코로나19 범유행으로 평균 시즌보다 짧게 진행된 2019-20 세군다 디비시온에서 26경기에 출전해 3득점을 기록했고 레알 마드리드 후베닐에서도 활동하며 레알 마드리드 후베닐의 2019-20 시즌 UEFA 유스리그 우승에 기여했다.
마르빈은 2020년 9월 20일 레알 마드리드가 레알 소시에다드에 0대 0으로 비긴 원정 경기에서 호드리구 고이스와 교체되어 경기에 투입되면서 레알 마드리드 1군과 라리가 데뷔전을 가졌다.

### 라스팔마스
마르빈은 2022년 8월 레알 마드리드에서 세군다 디비시온의 UD 라스팔마스로 1시즌 동안 임대되었다. 그는 8월 22일 라스팔마스가 말라가 CF에 4대 0으로 승리한 경기에서 라스팔마스의 4번째 득점을 기록하며 구단 1군에서의 첫 번째 득점을 기록했고 2022-23 세군다 디비시온에서 24경기에 출전하며 구단의 라리가 승격에 기여했다.
2023년 8월 18일, 마르빈은 완전이적 조항이 있는 임대 계약을 체결하며 1시즌 동안 라스팔마스로 재임대되었다. 2024년 6월 20일, 라스팔마스는 마르빈의 임대 계약에 있는 완전이적 조항을 발동했고 마르빈은 라스팔마스와 2028년까지 유효한 4년 계약을 체결했다.

## 국가대표팀 경력
마르빈은 스페인에서 나이지리아인 아버지과 대한민국인 어머니 사이에서 태어나 스페인, 나이지리아, 대한민국 축구 대표팀을 대표할 자격을 갖추고 있다. 2019년 1월 16일, 그는 스페인 U-19 국가대표팀이 이탈리아 U-19 축구 국가대표팀에게 0대 3으로 패배한 친선 경기에서 스페인 U-19 대표팀 데뷔전을 가졌다.

## 수상 내역
구단
 레알 마드리드 후베닐
- UEFA 유스리그: 2019-20[6]